# Yannick Nzosa
Yannick Nzosa Manzila, (Kinshasa, República Democrática del Congo, 15 de noviembre de 2003) es un jugador de baloncesto congoleño que actualmente forma parte de la plantilla del Club Baloncesto San Pablo Burgos de la Liga Endesa, cedido por Unicaja Málaga. Con 2,09 m de estatura, su puesto natural en la cancha es la de pívot.

## Trayectoria
Se inició en el deporte jugando al fútbol de portero en las calles de Kinshasa, pero debido a sus condiciones físicas ingresaría en la cantera del New Generation Basketball, uno de los clubs de la ciudad. Con 14 años haría una prueba en la Canterbury Academy de Las Palmas, pero el jugador daría el salto a Italia para seguir formándose en el Stella Azzurra Roma.
En verano de 2019, el jugador llegó a Málaga firmando un contrato hasta 2024, lo que provocó un litigio por sus derechos con el Stella Azzurra Roma. La FIBA falló en favor del cuadro malagueño, a cambio de una compensación de algo menos de 25.000 euros. Pero el conflicto provocó que se pasara casi toda la temporada 2019-20 fuera de las pistas ya que la resolución llegó justo antes de que se paralizara todo en marzo de 2020 por la pandemia. La FIBA solo le permitió disputar el torneo de la Euroliga (Adidas Next Generation), donde el cuadro malagueño jugó la final, perdiendo frente al CB Gran Canaria; y él firmó grandes números (15 puntos, 9,5 rebotes y casi 4 tapones). 
Durante la temporada 2020-21 el jugador reforzaría el conjunto de Unicaja Málaga de Liga EBA, además de formar parte de los entrenamientos y convocatorias del primer equipo dirigido por Luis Casimiro.
El 27 de septiembre de 2020, debuta con apenas 16 años en Liga Endesa con Unicaja Málaga frente al Morabanc Andorra, en el que el pívot congoleño jugaría 18 minutos del encuentro anotando 10 puntos para firmar 14 de valoración.
Días más tarde, el 1 de octubre de 2020, participa frente al Baxi Manresa contra el que también consigue otros 10 puntos anotados y 14 de valoración. Se convierte así en el primer jugador de la historia de la Liga Endesa en hacer un 100% en tiros de campo en sus dos primeros partidos anotando al menos nueve aciertos. Asimismo, también bate plusmarcas de precocidad: se convierte en el primer jugador menor de 18 años en anotar 10 puntos en sus primeros dos partidos en acb.
Fue elegido en la quincuagésimo cuarta posición del Draft de la NBA de 2022 por los Washington Wizards, pero decidió seguir con su contrato en Unicaja. 
El 2 de agosto de 2022 firma por el Real Betis Baloncesto de la Liga Endesa, durante una temporada cedido por Unicaja Málaga.
En julio de 2023 se compromete con el CB Estudiantes de la Liga LEB Oro española, cedido por Unicaja Málaga.
El 29 de agosto de 2024 se compromete con el Baloncesto Fuenlabrada de la Liga LEB Oro española, cedido por Unicaja Málaga.
El 18 de julio de 2025 firma por el Club Baloncesto San Pablo Burgos de la Liga Endesa, cedido por Unicaja Málaga.